# Lac Goshiki (Fukushima)
Le lac Goshiki (五色沼, Goshiki-numa) est situé à Fukushima dans la préfecture de Fukushima au Japon.

## Géographie
Aussi appelé « œil de sorcière », le lac Goshiki est un lac de cratère situé sur le versant nord-ouest du mont Issaikyō à une altitude de 1 740 m.
La couleur du lac varie selon la luminosité ambiante du brun au bleu cobalt en passant par le vert émeraude, d'où son nom de « lac aux cinq couleurs ».